# Prioritaire

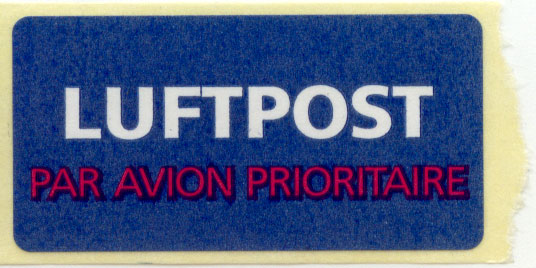
Luftpost-Aufkleber mit Vermerk

Als Prioritaire (Französisch für vorrangig, eilig) werden zuerst zu bearbeitende Vorgänge, Waren oder Kunden bezeichnet.
Gemäß den Vereinbarungen des Weltpostvereins (UPU) wird international die Versandform Luftpost als Prioritaire bezeichnet. 